# Gediminas Paulauskas
Gediminas Paulauskas (né le 27 octobre 1982) est un footballeur lituanien, jouant actuellement pour le FK Kruoja Pakruojis.
Il joue également en équipe de Lituanie.